# Karbennings landskommun
Karbennings landskommun var en kommun i Västmanlands län.

## Administrativ historik
Kommunen bildades 1863 i Karbennings socken i Gamla Norbergs bergslag i Västmanland.
Vid kommunreformen 1952 inkorporerades kommunen i Västerfärnebo landskommun.

## Politik

### Mandatfördelning i Karbennings landskommun 1938-1946
| 2 | 11 | 5 | 1 | 1 |

| 20 |

| 1 | 12 | 7 |

| 18 |

| 2 | 11 | 7 |

| 18 |